# 엄마 몰래
《엄마 몰래》는 좋은책 어린이에서 발행되고 있는 어린이용 도서이다. 어머니의 돈을 훔친 한 아이의 이야기를 다루고 있다.

## 차례
- 엄마 서랍은 요술 상자.
- 정말 사고 싶은 것들.
- 사 먹어도 돈이 남네!
- 뽑기 속에 파묻히고 싶어.
- 깡패 오빠.
- 갈 곳이 없다.
- 불꽃놀이처럼.

## 줄거리
은지는 짝궁 민경이처럼 멋진 학용품이 갖고 싶어 어머니를 졸라 보지만 소용이 없다. 결국 은지는 어머니의 서랍장에서 돈을 훔치고 만다. 하지만 그렇게 갖고 싶었던 문구 세트가 두 손에 있어서 평소 먹고 싶었던 군것질 거리를 사 먹어도 생각만큼 행복하지 않다. 아니 오히려 가슴이 콩닥콩닥, 덜컹거리기만 한다. 뒤늦게 자기의 잘못을 깨달았지만, 어머니에게 혼이 날 걱정과 사람들이 자신을 손가락질할까 봐 두려운 은지. 걱정과 두려움으로 길었던 하루 해가 저물고, 용기를 내 집으로 돌아간 은지는 따뜻한 가족의 품에 안기게 된다.